# 佐野ともか
佐野 ともか（さの ともか、1983年3月22日 - ）は、日本の元AV女優。
ロータスグループ所属。

## 略歴
2007年にデビュー。
2009年引退。

## 作品

### アダルトビデオ

#### 2007年
- 叔母さんが優しく教えてあげる（4月25日、小林興業）他出演:常磐ゆかり
- 年増のおばさん（6月19日）他出演:常磐ゆかり
- 未亡人 柔肌の悶え 16（8月10日、クリスタル映像）他出演:斉藤容子、落合みずほ、夏川まゆみ、美月杏、沢希ひかる
- サディスティックナース佐野ともか（11月1日、AVS）
- 調教レズビアン2 〜女医に犯されるナース〜（12月5日、ジャネス）共演:友田真希
- 熟セレブ淫妻覚醒 第一章（12月20日、KIプランニング）

#### 2008年
- 淫熟レズ汁 7（1月5日、ジャネス）共演:友田真希
- 美熟女たちのセンズリ鑑賞 其の弐（2月15日、OFFICE K'S）他出演:桐島樹莉、中村美穂、篠原優衣、浜村咲、安西里緒菜
- こだわりの手コキ 人妻編 総勢24熟女!（3月8日、隼エージェンシー）他23名出演
- 数学者TOMOKA 方程式を狂わせる連続アクメ体験（3月20日、ディープス）
- 極選4時間 未亡人 柔肌の悶え（4月25日、クリスタル映像）他出演:上原響、木村のぞみ、山口玲子、木村沙恵、羽田麻衣子、神崎麗子、葉月由良、吉永キラリ
- 人妻のこすりつけオナニー（6月20日、OFFICE K'S）他出演:牧野遥、高坂保奈美、坂本梨沙、七咲楓花
- オフィスレディ美脚太ももイカセ（7月5日、フリーダム）他出演:松嶋ルリ、桐島樹莉、若槻尚美
- OLの臭いパンストを使って手コキされた。（8月5日、フリーダム）他出演:松嶋ルリ、桐島樹莉、若槻尚美
- 美脚レズビアン（8月5日、フリーダム）他出演:松嶋ルリ、桐島樹莉、若槻尚美
- 精飲OL ノーパン・パンスト・ザーメン搾り（8月5日、映天）
- フードクラッシュ（10月5日、フリーダム）他出演:あすかりの、七海、白井ひとみ、桐島樹莉、松嶋ルリ、梅原あんな、若槻尚美
- 拷問緊縛 美人妻アナル陵辱（11月15日、フリーダム）他出演:北崎未来
- フェラコレ 熟女編 III 21人のフェラマダム（12月13日、隼エージェンシー）他20名出演

#### 2009年
- 熟女が熟女を犯すシチュエーション!マンコを玩具にするマンコ（1月16日、映天）他出演:あずま樹、くれは沙弥、押切麗奈、牧野遥、高倉梨奈、吉澤レイカ、友田真希
- 人妻のストッキング （1月20日、Yellow Duck）他出演:二宮ルナ、愛澤レミ、千野麗香
- ぬるぬる大作戦 （3月17日、Yellow Duck）他出演:若林ひかる、水野優、若槻尚美
- 熟れた女のレズ痴女エロ汁part.2 （4月25日、ジャネス）他出演:友田真希、あずま樹、吉澤レイカ、牧野遥、くれは沙弥